# Tupolew ANT-25

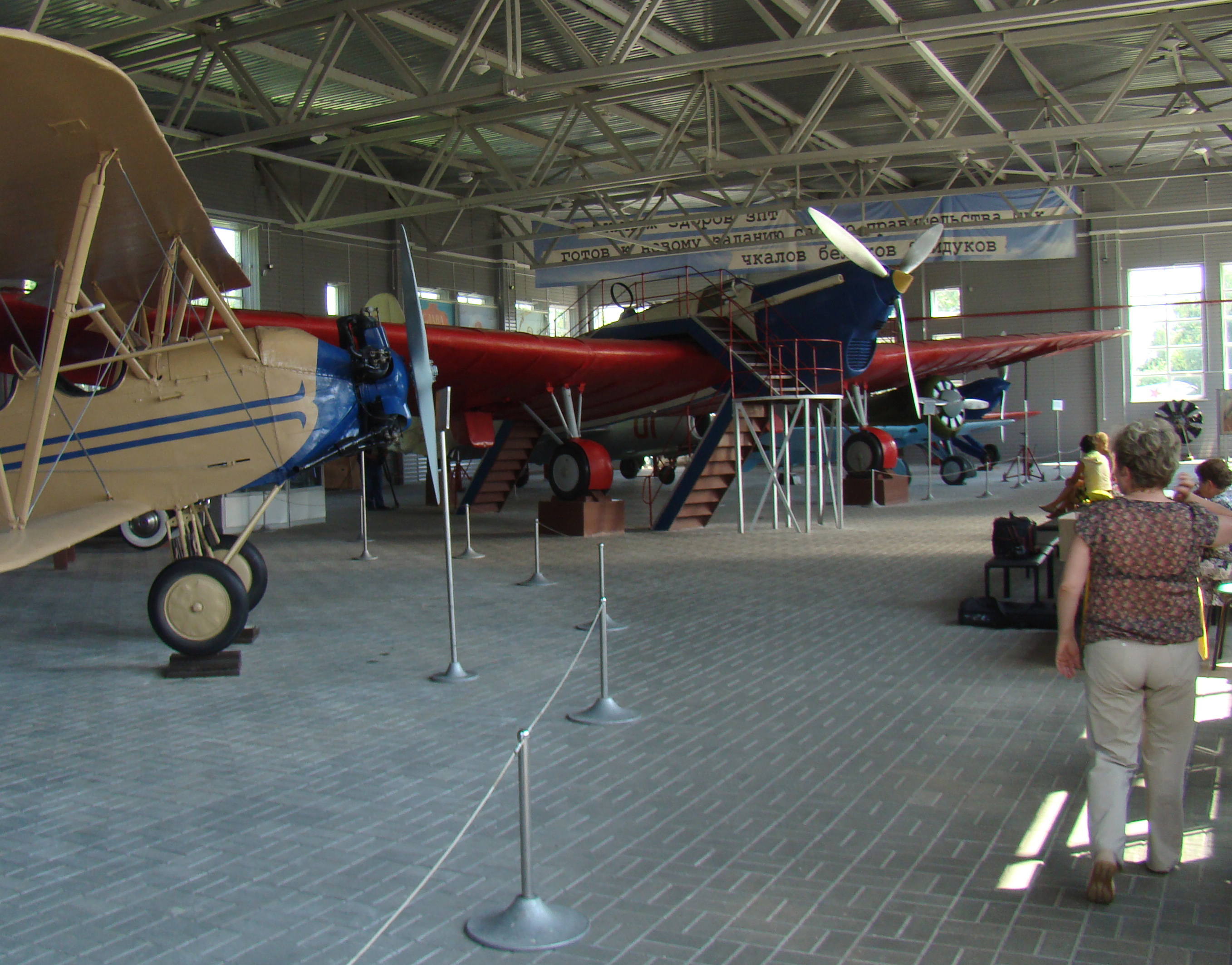
ANT-25 im Tschkalow-Museum von Tschkalowsk

Die Tupolew ANT-25 (russisch Туполев АНТ-25, auch: RD, РД) ist ein sowjetisches Flugzeug. Bekannt wurde es durch einen Langstrecken-Rekordflug von Moskau nach Kalifornien im Jahre 1937.

## Geschichte
Im Herbst 1931 erreichte der von Alexander Mikulin konstruierte Motor M-34 die Serienreife. Da er relativ sparsam im Kraftstoffverbrauch war, wurde im gleichen Jahr vom Revolutionären Kriegsrat (RWS) beschlossen, ein Flugzeug für Langstrecken zu konstruieren und es mit diesem Antrieb auszustatten, um Rekordflüge durchzuführen und so der sowjetischen Luftfahrtindustrie zu internationaler Anerkennung zu verhelfen. Der RWS war kurz zuvor gegründet worden, um die Realisierung derartiger Projekte voranzutreiben, den Vorsitz führte Klim Woroschilow. In einem Brief schlugen der Oberbefehlshaber der Luftstreitkräfte Jakow Alksnis und der Flugzeugkonstrukteur und Chef des ZAGI Andrei Tupolew dem Rat vor, die Planung eines solchen Fluges zu übernehmen.
Daraufhin wurde 1932 der Entwicklungsauftrag für ein als RD – russisch für Langstreckenrekord – bezeichnetes Flugzeug an die Konstruktionsabteilung von Pawel Suchoi innerhalb des ZAGI vergeben. Suchoi projektierte einen einmotorigen Tiefdecker aus Duralumin mit einer großen Flügelspannweite und konventionellen Leitwerk. Im Vergleich zu einer Rumpflänge von etwa 14 Metern besaßen die Tragflügel, für deren Konstruktion Wladimir Petljakow und Wiktor Beljajew verantwortlich zeichneten, eine Spannweite von über 34 Metern. In ihnen wurden auch die 10.230 Liter Kraftstoff fassenden Tanks untergebracht. Die Räder des Hauptfahrwerkes fuhren rückwärts in die Tragflügel halb ein. Die offizielle Bezeichnung ANT-25 – Tupolews Initialen als Leiter der Konstruktionsabteilung – wurde dem Flugzeug erst nach den ersten erflogenen Rekorden zugeteilt. Zwischenzeitlich, als Tupolew im Oktober 1937 im Zuge des Großen Terrors verhaftet und es verboten wurde, das Kürzel ANT für seine Konstruktionen zu verwenden, trug sie auch die Bezeichnung ZAGI-25.
Zwei Flugzeuge wurden unter den Bezeichnungen RD-1 und RD-2 in Auftrag gegeben. Der Erstflug der RD-1 wurde von Michael Gromow am 22. Juni 1933 vom Flugplatz Schtscholkowo aus durchgeführt. Wegen des langen Rollweges musste dazu extra die Startbahn verlängert werden. Während der Tests erreichte die mit einem Standard-Motor M-17 ausgerüstete RD-1 allerdings nur eine Reichweite von 6950 Kilometern. Auch der Einbau eines Kompressors brachte keine nennenswerte Leistungssteigerung. Deshalb wurde die RD-2 aerodynamisch verbessert und erhielt als Antrieb einen M-34R mit Luftschraubengetriebe (R für Reduktor, Getriebe). So ausgerüstet flog sie am 8. September 1933 erstmals und erreichte während der Erprobung bei einer Startmasse von 10.000 Kilogramm eine Reichweite von 10.800 Kilometern. Gefordert wurden aber mindestens 13.000 km und so wurde das Flugzeug nochmals überarbeitet. Am 24. Juni 1934 erfolgte ein erster längerer Flug auf der Strecke Moskau–Rjasan–Tula–Moskau mit den Besatzungsmitgliedern Michael Gromow, Alexander Filin und Iwan Spirin. Zwei Monate später folgte ein zweiter Flug, der aber nach 34 Stunden Flugzeit aufgrund von Problemen mit dem Triebwerk am 23. August in Rjasan endete. Alexander Filin wurde Jahre später am 23. Mai 1941 verhaftet und starb unter ungeklärten Umständen im Gefängnis.

### Rekordflüge in die USA
Am 12. September 1934 startete die RD-2 von Schtscholkowo zu einem Flug von 75 Stunden und 2 Minuten Dauer und hatte bei ihrer Landung in Charkow mit 12.411 Kilometern ihren ersten Weltrekord auf einer geschlossenen Strecke erzielt. Dem Piloten Michail Gromow wurde anschließend der Titel Held der Sowjetunion verliehen. Infolgedessen begannen die Planungen zu einem internationalen Rekordflug. Man entschied sich schließlich für eine Route über den Nordpol in die USA. Als Besatzung wurden deshalb die erfahrenen Polarflieger Sigismund Lewanewski, Georgi Baidukow und der Navigator Wiktor Lewtschenko ausgewählt. Lewanewski – einer der ersten Helden der Sowjetunion und bekannt geworden durch seine Hilfe bei der Rettung der Cheliuskin-Besatzung – hatte zuvor in einem Brief an Josef Stalin im Frühjahr 1935 darum gebeten, ihn mit der Durchführung zu beauftragen. Für den Flug wurde die RD-2 mit einer Heizung, Lüftung und einem Metallpropeller ausgestattet. Am 3. August 1935 erfolgte der Start. Lewanewski brach diesen Flug trotz heftigen Widerspruchs Baidukows jedoch über der Barentssee ab, da er den überfüllten und dadurch leckenden Öltank irrtümlich als Havarie ansah. Bei der Auswertung des Fluges griff Lewanewski den Konstrukteur Tupolew heftigst an und erklärte, in keinem seiner Flugzeuge mehr fliegen zu wollen. Baidukow bildete deshalb mit Waleri Tschkalow als Kommandant und Alexander Beljakow eine neue Mannschaft. Zwei Jahre später verschwanden Lewanewski und der wiederum zur Besatzung gehörende Lewtschenko bei einem zweiten Rekordversuch mit einem viermotorigen DB-A-Bomber am 12. August 1937 über dem Nordpol. Die Besatzung gilt bis heute als verschollen.

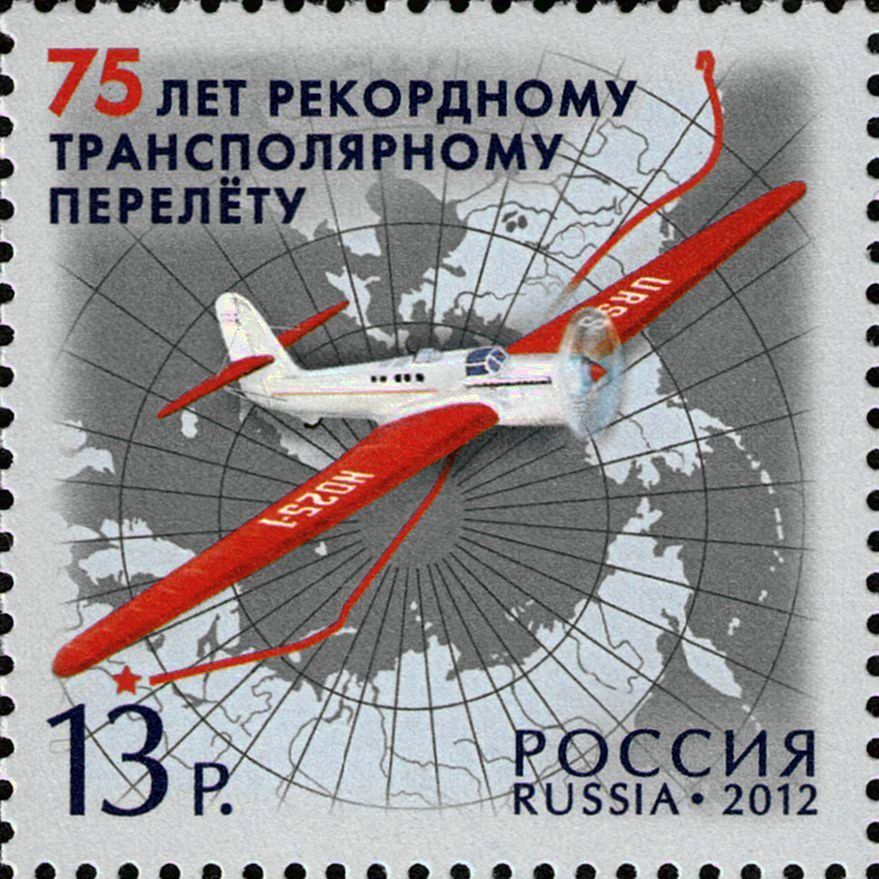
2012 herausgegebene Briefmarke anlässlich des 75. Jahrestages des Rekordfluges von 1937

Ab September 1935 wurde ein weiterer Flug in die USA ins Auge gefasst. Dazu wurden noch zwei weitere RD in Auftrag gegeben, die im Woronescher Werk Nr. 18 gebaut wurden. Zuvor gelang es der Besatzung Tschkalow/Baidukow/Beljakow am 20. Juli 1936, den Dauerflugrekord zunächst auf 56 Stunden und 20 Minuten heraufzusetzen, als sie die Strecke von Moskau zu der bei Kamtschatka gelegenen Insel Udd (9.374 km) ohne Zwischenlandung zurücklegten. Für diesen Flug wurden alle drei Flieger zu Helden der Sowjetunion ernannt. Am 24. August 1936 präsentierte Tschkalow die ANT-25 auf der Tuschinoer Luftparade der Öffentlichkeit. Anschließend flog er das Flugzeug im November gleichen Jahres zum Pariser Aérosalon. Michael Gromow, der eine ANT-35 ebenfalls zur Luftfahrtmesse geflogen hatte, traf sich dort mit Tschkalow und vereinbarte mit ihm, gemeinsam mit zwei RD über den Nordpol in die USA zu fliegen. Aus einem nicht geklärten Grund wurde jedoch kurz vor Start des Unternehmens das Triebwerk aus Gromows Flugzeug aus- und in die ANT-25 von Tschkalow eingebaut, da dessen M-34 als unzuverlässiger angesehen wurde.
So konnte nur Tschkalows Besatzung am 18. Juni 1937 mit der USSR-N025 zu einem Flug über den Nordpol starten. Dazu wurde als Starthilfe für das bis an die Grenze der Tragfähigkeit beladene Flugzeug extra eine Betonrampe errichtet. Wegen des vorherrschenden schlechten Wetters flog die RD meist in 4.000 Metern Höhe im Blindflug. Am 20. Juni landete es nach 9.130 zurückgelegten Kilometern und 63 Stunden/16 Minuten Flugzeit um 19:20 Uhr Moskauer Zeit in Portland/Oregon. Als Rekord wurde von der FAI die direkte Flugstrecke zwischen Start- und Zielort anerkannt (8.504 km). Die Besatzung hielt sich etwa einen Monat in den USA auf und verließ das Land am 14. Juli mit dem Passagierschiff Normandie von New York aus in Richtung Europa. Am 12. Juli war Michail Gromow mit einer weiteren RD (URSS-N025-1) startbereit. Die Besatzung hatte sich zuvor entschieden, statt des Spezialkraftstoffes eine andere Benzinsorte zu tanken, um höher und dadurch verbrauchsarmer und letztendlich weiter fliegen zu können. Der Flug ging über 10.148 Kilometer von Moskau über Sibirien, den Nordpol, Vancouver und endete bei San Jacinto in Kalifornien an der mexikanischen Grenze, weil die mexikanischen Behörden keine Einfluggenehmigung erteilten. 62 Stunden/17 Minuten befand sich Gromows Flugzeug dabei in der Luft. Dieser Rekord hatte bis 1946 Bestand. Die RD wurde anschließend auf dem Seeweg zurückbefördert und nahm am 18. August an der alljährlichen Tuschinoer Luftparade teil. Tschkalows Flugzeug flog im Dezember 1939 ein letztes Mal in die USA, wo es zur Weltausstellung präsentiert wurde, und kehrte im Januar 1941 ebenfalls per Schiff zurück.
Der deutsche Militärattaché in der Sowjetunion, Ernst-August Köstring, berichtet, dass die deutschen Zeitungen den Vorfall nur in zwei kurzen Zeilen meldeten und ihn als Notlandung darstellten. Er habe daraufhin den Reichskriegsminister Werner von Blomberg angesichts der „enormen Möglichkeiten“ Russlands unter bolschewistischer Herrschaft vor einer „Aggression gegen Rußland“ gewarnt, sei aber nur auf taube Ohren gestoßen.
Von der RD gab es auch die Langstreckenbombervariante DB-1 (auch: ANT-36 oder RDD). Von der WWS wurden 50 Stück bestellt, jedoch nur etwa 13 bis 20 Stück im Werk von Woronesch gebaut, da sie die in sie gesetzten Erwartungen nicht erfüllten. Die Flugzeuge wurden, sofern sie nicht für Tests mit Druckkabinen zum Erreichen größerer Höhen eingesetzt wurden, schon 1937 eingemottet und später verschrottet.

## Verbleib
Im Tschkalow-Museum von Tschkalowsk und im Museum der Luftstreitkräfte in Monino kann je eine ANT-25 der Rekordversion besichtigt werden. Das Moninoer Exemplar ist ein 1989 vom OKB Tupolew hergestelltes Replikat. Auch die Tschkalowsker ANT-25 scheint ein Nachbau zu sein. Eine dritte, originale RD wurde bei Beschussversuchen zerstört. Von der Bomberausführung DB-1 ist kein Exemplar erhalten geblieben.

## Weiterentwicklungen für Höhenversuche
Vier Flugzeuge der Bomberversion DB-1 wurden an das Büro für Sonderkonstruktionen abgegeben und dort unter den Bezeichnungen BOK-1, BOK-7, BOK-11 und BOK-15 für Höhenversuche umgerüstet.
Die BOK-1 (auch: SS für Stratosferni Samoljot, Stratosphärenflugzeug) erhielt eine etwas vergrößerte Spannweite und ein nicht einziehbares Hauptfahrwerk mit nur einem Rad pro Seite (die ANT-25 besaß Doppelbereifung). Im Herbst 1936 erreichte sie mit einem M-34RN-Triebwerk in 38 Minuten eine Höhe von 10.700 Metern. Geleichtert und mit einem Motor M-34RNB sowie zwei von W. I. Dmitrijewski entwickelten TK-Turboladern ausgerüstet soll sie im Frühjahr 1937 bis auf 14.100 Meter gestiegen sein.
Die BOK-7 erhielt einen Motor M-34FRN und war, mit einer von Alexei Schtscherbakow konstruierten hermetisierten Kabine GK (Germetitscheskaja Kabina) ausgestattet, für eine Weltumrundung vorgesehen. Die Druckkabine – eine der ersten in der Sowjetunion – war zuvor in der BOK-1 durch Pjotr Stefanowski und I. F. Petrow getestet worden. Sie bestand aus einem Zylinder mit 1,8–2,0 mm Wandstärke und 2 m³ Raumvolumen. Die aus dem Piloten und Navigator, der gleichzeitig als Funker und Beobachter fungierte, bestehende zweiköpfige Besatzung saß darin hintereinander. Der Erstflug der auch als K-17 (K steht für Krugoswetnoje puteschestwije, Weltumrundung) bezeichneten BOK-7 mit auf ursprüngliche Länge verringerter Spannweite erfolgte 1938 ebenfalls durch Stefanowski und Petrow. Anschließend bereiteten sich die nun schon rekorderprobten zwei Besatzungen Gromow, Jumaschew, Danilin und Baidukow, Beljakow, Spirin – Tschkalow war 1938 bei einem Absturz ums Leben gekommen – auf die Strapazen des Fluges vor, indem sie tagelang in der Druckkabine verbrachten. Bei Beginn des Zweiten Weltkrieges wurde das Programm jedoch eingestellt.
Die BOK-11 erhielt als augenscheinlichste Veränderung zu den beiden Vorgängern einen von A. D. Tscharomski konstruierten Dieselmotor ATsch-40, von dem man sich eine Vergrößerung der Reichweite versprach, sowie eine Kabine mit Platz für nun wieder drei Besatzungsmitglieder. Zwei Flugzeuge wurden in dieser Form umgebaut und 1940 erprobt, die Versuche aber aus unbekannten Gründen eingestellt.
Die BOK-15 mit nochmals vergrößerter Reichweite kam über das Planungsstadium nicht mehr hinaus, da das BOK 1941 geschlossen wurde.

## Technische Daten

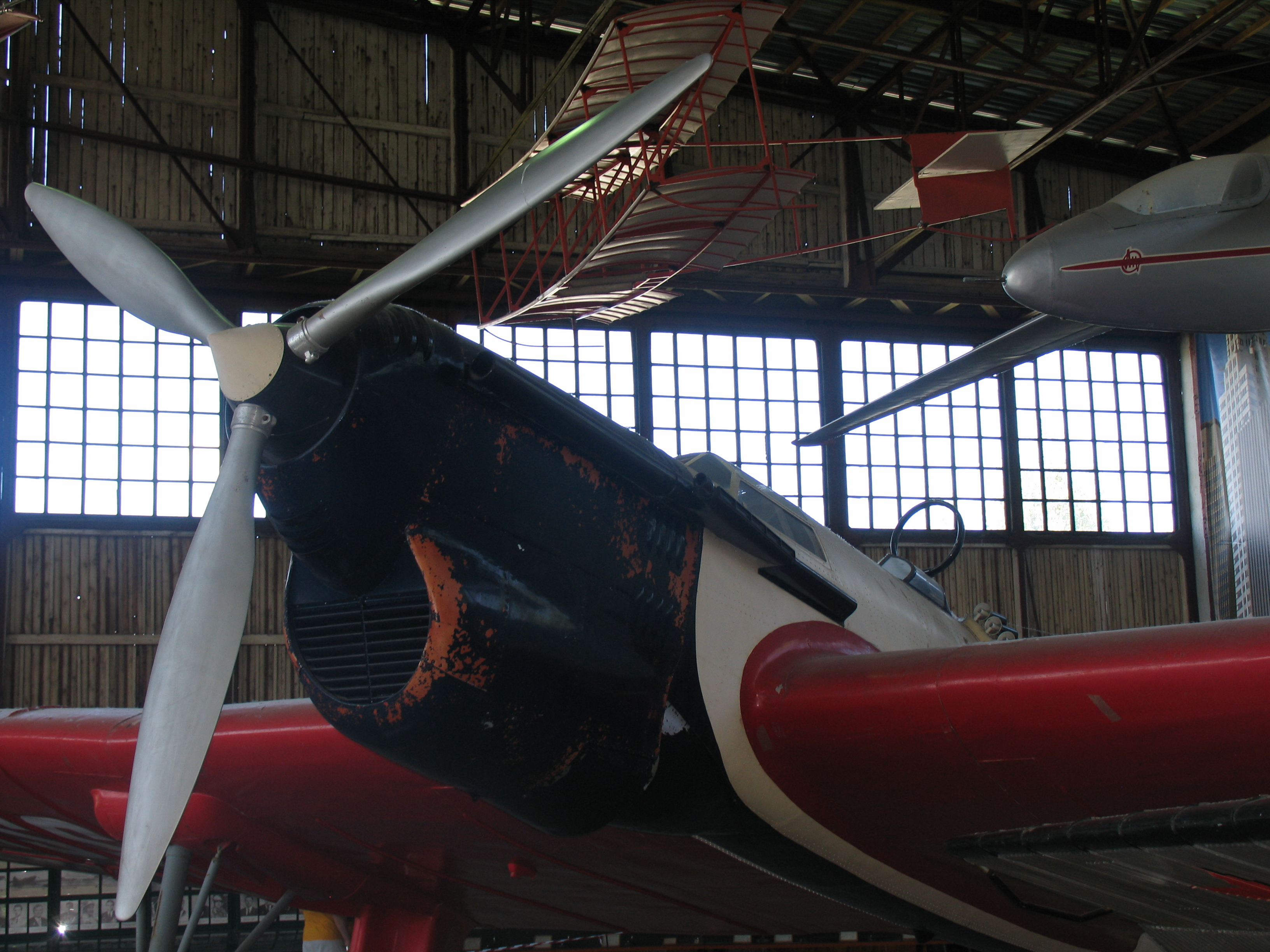
Bugansicht mit dem Motor M-34

| Kenngröße             | Daten               |
| --------------------- | ------------------- |
| Besatzung             | 3–4                 |
| Länge                 | 13,92 m             |
| Spannweite            | 34,98 m             |
| Höhe                  | 5,50 m              |
| Flügelfläche          | 87,90 m²            |
| Flügelstreckung       | 13,75               |
| Fahrwerkspurbreite    | 7,29 m              |
| Rüstmasse             | 4200 kg             |
| Zuladung              | 7300 kg             |
| Startmasse            | 11.500 kg           |
| Flächenbelastung      | 128,5 kg/m²         |
| Leistungsbelastung    | 13,4 kg/PS          |
| Triebwerk             | ein Mikulin M-34R   |
| Leistung              | 550 kW (ca. 750 PS) |
| Höchstgeschwindigkeit | 246 km/h            |
| Reisegeschwindigkeit  | 165 km/h            |
| Dienstgipfelhöhe      | 7000 m              |
| Reichweite            | 13.000 km           |
| Startrollstrecke      | 1590 m              |